# Vladimir Hippius
Pour les articles homonymes, voir Hippius.
Vladimir Vassiliévitch Hippius (en russe Влади́мир Васи́льевич Ги́ппиус), né Waldemar Hippius le 27 juillet 1876 à Khimki et mort le 5 novembre 1941 à Léningrad, est un poète, critique littéraire et professeur de littérature, notamment à l'Institut Tenichev. Il est le frère du poète Vassili Hippius (ru), et un cousin de l'écrivaine et poétesse Zinaïda Hippius (1869-1945).

## Biographie

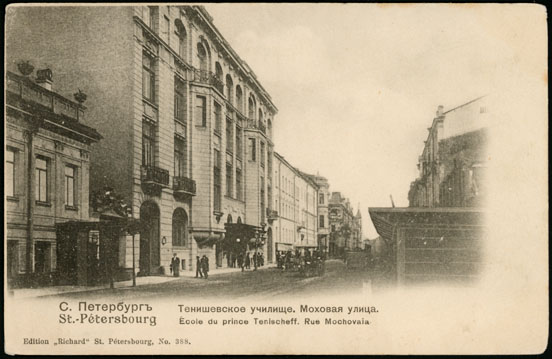
Institut Tenichev

Son père Wilhelm Hippius (1853-1918) est un Allemand de la Baltique, fonctionnaire de l'Empire avec le rang de conseiller d'État effectif, qui occupa plus tard différents postes au ministère des Affaires étrangères . Passionné de poésie, il traduit en russe Dante et Pétrarque. Sa mère, Helene, née Egger, appartient aussi à une famille d'origine allemande convertie à l'orthodoxie. Son frère puiné, Alexandre (1878-1942), écrit des poèmes et leur présente Alexandre Blok avec qui il étudie le droit à l'université. Son frère cadet Vassili (1890-1942) devient professeur de littérature à Saint-Pétersbourg. Outre les trois frères Hippius, il y a une sœur, Véra. 
Vladimir Hippius étudie au 1er Lycée de Saint-Pétersbourg avec Alexandre Dobrolioubov. Il y commence une carrière littéraire, avec la réputation d'être un des premiers décadents russes. Il entre ensuite à l'Université de Saint-Pétersbourg (histoire et philologie, 1895-1901). Il publie en 1897 un premier recueil Chansons.
En 1912, il publie sous le pseudonyme de Vladimir Bestoutchev Le Retour (Возвращение), puis en 1915 - cette fois-ci sous le pseudonyme de Vladimir Neledinski - un nouveau recueil La Nuit dans les étoiles (Ночь в звёздах), suivi l'année suivante de Tourments de l'Esprit (Томление духа).
Spécialiste de Pouchkine, il a écrit un important essai : Pouchkine et le christianisme (1915).
Il enseigne la littérature au Lycée Stoiouninoï (ru), et surtout à l'École Tenichev - dont il devient directeur en 1917, où il a notamment pour élèves Ossip Mandelstam et Vladimir Nabokov.
Dans les années 1910, il prend part aux réunions de la Guilde des poètes pétersbourgeoise, organisées par le cercle acméiste (N. Goumiliov).
Il meurt en 1941 pendant le siège de Leningrad.

## Publications
Poésie
- (ru) Вл. Ги́ппиус, Песни (Chansons),‎ 1897
- (ru) Вл. Бестужев, Возвращение (Le Retour),‎ 1912
- (ru) Вл. Нелединский, Ночь в звёздах (La Nuit dans les Étoiles),‎ 1915
- (ru) Вл. Нелединский, Томление духа (Tourments de l'Esprit),‎ 1916

Essais
- (ru) Вл. Ги́ппиус, Пушкин и христианство (Pouchkine et le christianisme),‎ 1915

Prose
- (ru) Вл. Ги́ппиус, Сон в пустыне (Songe dans le désert),‎ 1918 (lire en ligne)